# Чернавская
Черна́вская — деревня (ранее село) в Таборинском районе Свердловской области России.

## Географическое положение

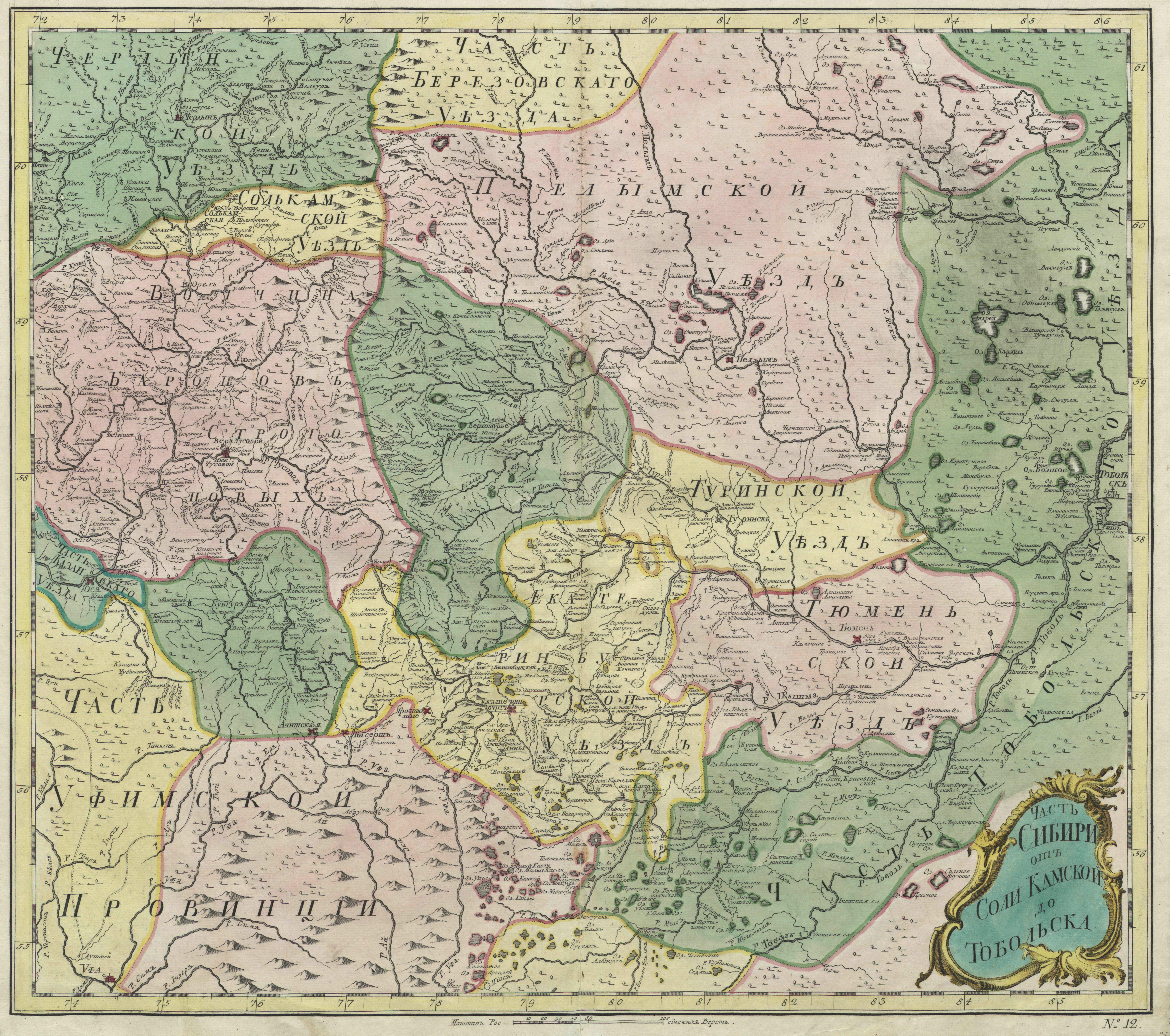
Деревня Чернавская на карте 1745 года.

Деревня Чернавская муниципального образования «Таборинского муниципального района» расположена на левом берегу реки Тавда в 56 километрах (по автотрассе в 64 километрах) к северо-западу от районного центра села Таборы и в 320 км к северо-востоку от Екатеринбурга, вблизи устья реки Чёрная (левый приток реки Тавда). Сообщение с деревней преимущественно речное, на автодороге затруднены переправы через правые притоки и реку Тавда.

## История
Основана в 1741 году. В 1850 году в Таборинской волости Туринского округа Тобольской губернии. В 1920-е годы стала центром Чернавского сельсовета. 18 июня 1954 года указом Президиума Верховного совета РСФСР Чернавский и Унже-Павинский сельсоветы были объединены в один Чернавский сельсовет. 23 сентября 1987 года решением Свердловского облисполкома административный центр Чернавского сельсовета был перенесён из д. Чернавская в д. Унже-Павинск. При этом Чернавский сельсовет сохранил прежнее наименование. 1 января 2006 года Чернавская вошла в состав муниципального образования Унже-Павинское сельское поселение.

## Климат
Климат континентальный с холодной зимой и тёплым летом.

## Входо-Иерусалимская церковь
В 1826 году была построена деревянная, двухэтажная, двухпрестольная церковь, у которой был освящен верхний храм в честь Входа Господня в Иерусалим, а нижний храм в честь иконы Пресвятой Богородицы «Знамение». Входо-Иерусалимская церковь была закрыта в 1930-е годы, а в 1970-е годы снесена.

## Население
| 2002 | 2010 |
| ---- | ---- |
| 60   | ↘14  |